# بحث محلي (إنترنت)
البحث المحلي هو استخدام محركات بحث متخصصة على الإنترنت تتيح للمستخدمين إرسال عمليات بحث مقيدة جغرافيًا مقابل قاعدة بيانات منظمة لقوائم الشركات والمحلات التجارية المحلية. لا تتضمن استعلامات البحث المحلية النموذجية فقط معلومات حول ما يبحث عنه زائر الموقع (مثل الكلمات الرئيسية أو فئة العمل أو اسم منتج المستهلك) ولكن أيضًا معلومات «المكان»، مثل عنوان الشارع واسم المدينة أو الرمز البريدي أو الإحداثيات الجغرافية مثل خطوط الطول والعرض. لتحديد الاتجاهات في حالة إذا اراد الاتجاة إلى مقر الشركة أو المحل الذي تم البحث عنه. تشمل أمثلة عمليات البحث المحلية «فنادق هونغ كونغ» و «مطاعم مانهاتن» و «تأجير سيارات في دبلن». تظهر عمليات البحث المحلية نية محلية صريحة أو ضمنية. البحث الذي يتضمن موقع جغرافي بالتحديد، مثل «مطاعم بدبي» أو «محلات ملابس بابو ظبي»، هو بحث محلي صريح. البحث الذي يشير إلى منتج أو خدمة يتم استهلاكه محليًا، مثل «مطعم» أو «صالون تجميل»، هو بحث محلي ضمني.
عادةً ما تُرجع عمليات البحث المحلية على " بحث Google" نتائج بحث مسبوقة يطلق عليها اسم "local 3-pack" "حزمة ال 3 نتائج المحلية"، وهي قائمة تضم ثلاث نتائج محلية مرتبطة بخرائط جوجل وتكون في بداية صفحة البحث ويمكن الحصول على المزيد من النتائج المحلية من خلال النقر على "المزيد من الأماكن" تحت "حزمة ال 3 نتائج المحلية" تسمى قائمة النتائج التي يحصل عليها المرء أيضًا "الباحث المحلي".
يتم دعم محركات البحث ومواقع الأدلة مثل مواقع «دليل الشركات المحلية» في المقام الأول من خلال الإعلانات من الشركات التي ترغب في الظهور بشكل بارز عندما يبحث المستخدمون عن منتجات وخدمات معينة في مواقع محددة. على سبيل المثال، قامت Google بتطوير إعلانات مختلفة محلية وإعلانات مميزة في الحزمة المحلية. يمكن أن يكون الإعلان المحلي على شبكة البحث فعّالاً للغاية لأنه يسمح باستهداف الإعلانات بدقة بالغة لمصطلحات البحث والموقع عن الخدمات أو المنتجات أو الموقع الفعلى للشركة الذي يبحث عنه المستخدم.

## تطورالبحث المحليعلى الإنترنت
البحث المحلي هو ناتج عن التطور الطبيعي للإعلان التقليدي خارج الإنترنت، وعادة ما يتم توزيعه من قبل ناشري الصحف ومذيعي التلفزيون والإذاعة من خلال الطرق التقليدية. تاريخيًا، اعتمد المستهلكون على الصحف المحلية ومحطات التلفزيون والإذاعة المحلية للعثور على المنتجات والخدمات المحلية. مع ظهور شبكة الإنترنت، واتجاه المستهلكون إلى الاستخدام بشكل متزايد لمحركات البحث للعثور على هذه المنتجات والخدمات المحلية عبر الإنترنت. في السنوات الأخيرة، ازدادت عدد عمليات البحث المحلية على الإنترنت بسرعة عالية بينما انخفض البحث عن المعلومات غير المتصلة بالإنترنت، مثل عمليات البحث عن الصفحات المطبوعة مثل «دليل الشركات المطبوع». وكنتيجة طبيعية لهذا التحول في سلوك المستهلك، يقوم مقدموا المنتجات والخدمات والشركات المحلية بتحويل استثماراتهم الإعلانية ببطء من الوسائط التقليدية غير المتصلة بالإنترنت إلى محركات البحث المحلية.

## مواقع دليل الشركات ومحركات البحث والخرائط
يمكن للمرء البحث عن المعلومات المحلية عبر محركات البحث. غالبًا ما تُرجع هذه نتائج البحث المحلية من مواقع دليل الشركات  والخرائط. على سبيل المثال، ستقدم Google نتائج من دليلها (ويسمى Google My Business) في خرائط Google وأيضًا في صفحات نتائج محرك البحث  في شكل حزمة محلية. يمكن للمرء أيضًا البحث عن المعلومات المحلية من خلال البحث في خرائط شركة Apple من خلال برنامج الخرائط على هواتف ايفون  توفر محركات البحث للشركات المحلية إمكانية تحميل بيانات أعمالها وشركاتها إلى قواعد بيانات البحث المحلية الخاصة بها.
تشمل محركات البحث المحلية الأخرى الملحقة ببوابات البحث الرئيسية على الإنترنت عامة ياهو! المحلية، وask.com، على سبيل المثال، تفصل شركة ياهو ميزات محرك البحث المحلي الخاص بها إلى ياهو! محلي وياهو! الخرائط، تركز الأولى على بيانات الأعمال والشركات والمحلات وتربطها ببيانات الويب، تركز الأخيرة بشكل أساسي على ميزات الخريطة (على سبيل المثال، الاتجاهات، خريطة أكبر، ملاحة).
يمكن تطبيق البحث المحلي، مثل البحث العادي، بطريقتين. كما صاغه المؤلف جون باتيل في كتابه «البحث»، يمكن أن يكون البحث إما بحثًا عن الاسترداد ومعرفة معلومات قد فقدتها من قبل أو بحث اكتشاف عن معلومات جديدة تريد تعلمها.